# Anderter Windmühle

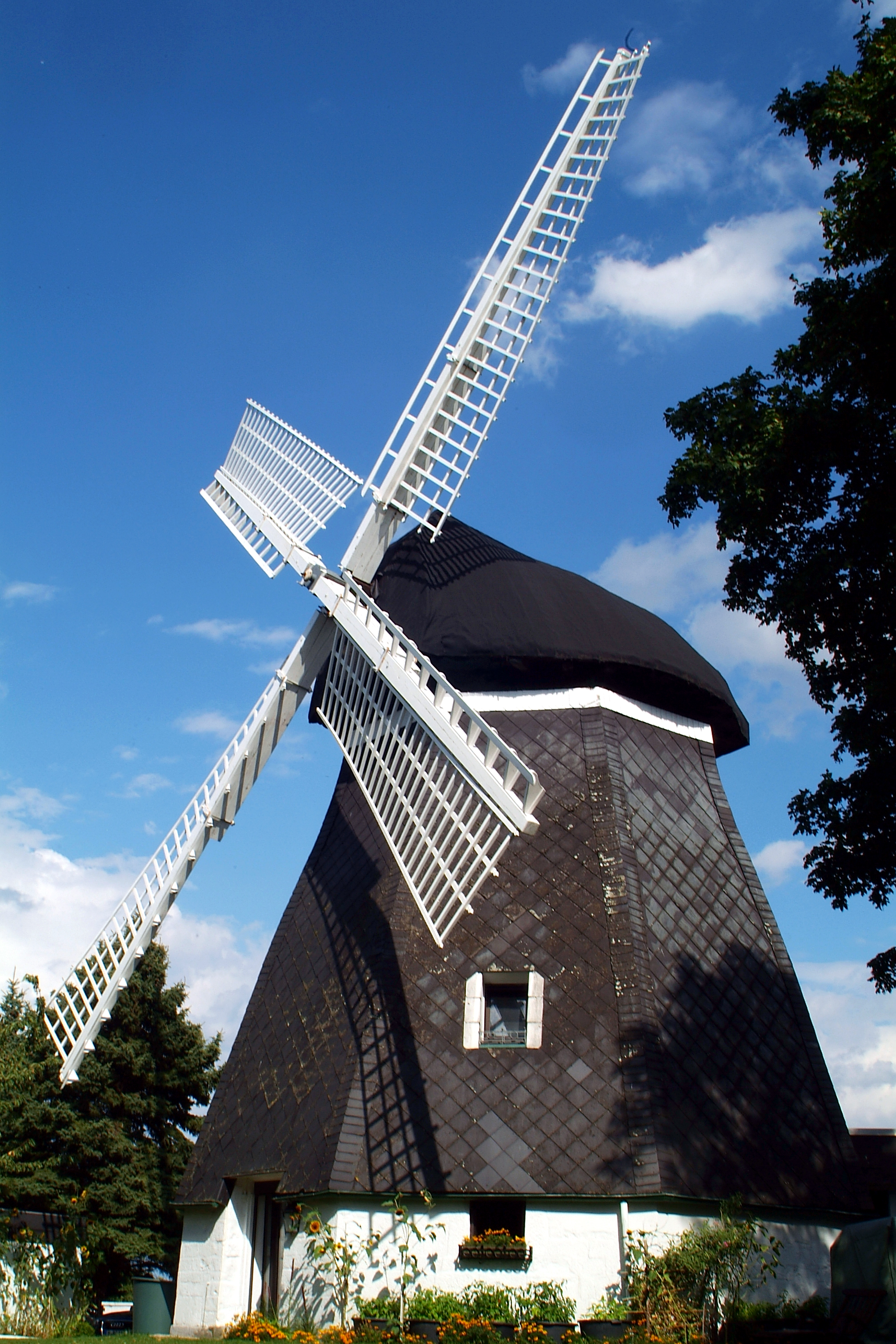
Anderter Windmühle

Die Anderter Windmühle in Hannover ist eine im 19. Jahrhundert errichtete und heute denkmalgeschützte Holländerwindmühle. Standort des zur Wohnzwecken umgebauten Gebäudes unter der Adresse Zur Mühle 33 ist der Kronsberg im heutigen Stadtteil Anderten.

## Geschichte

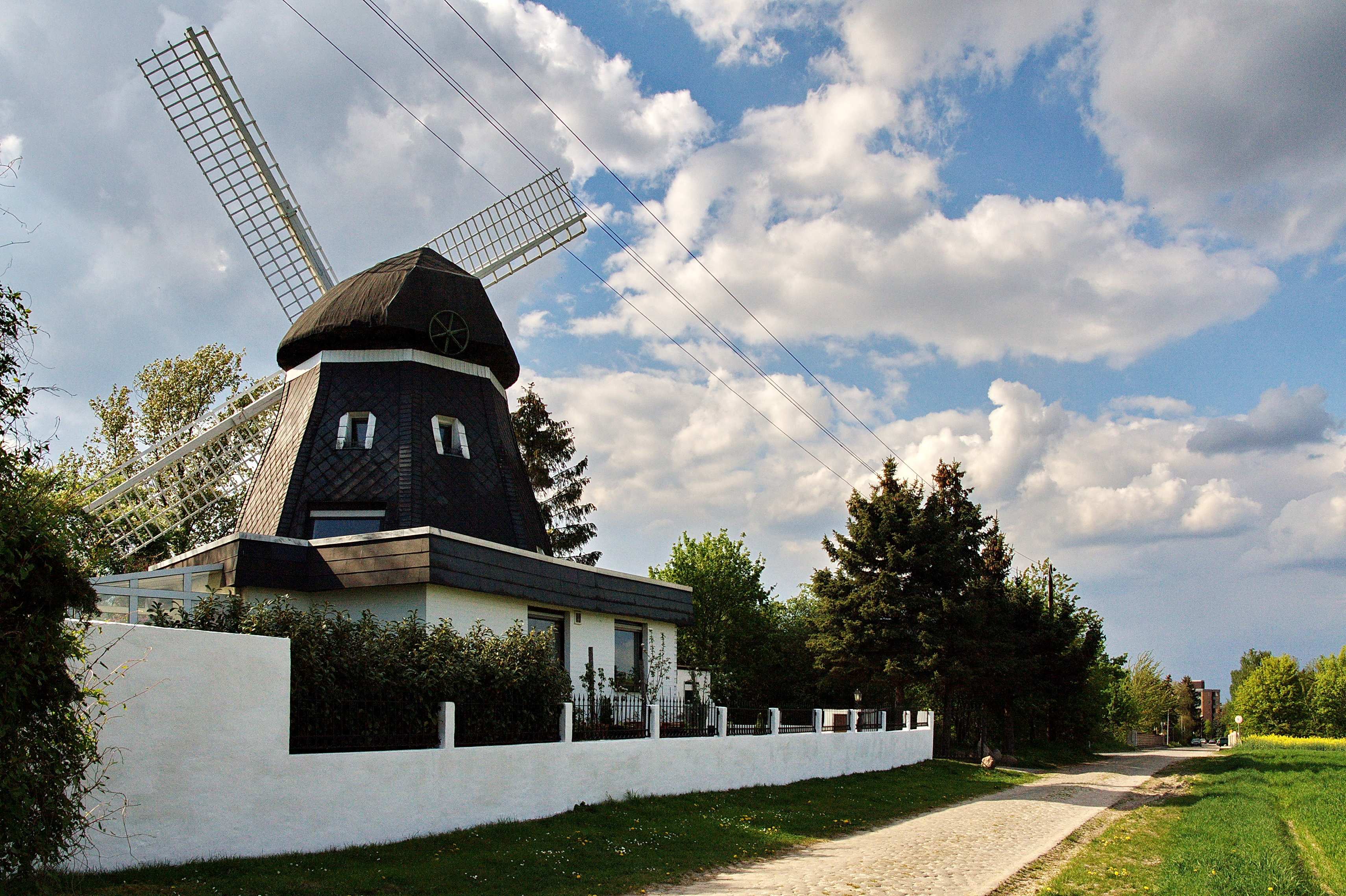
Standort auf dem Kronsberg außerhalb der geschlossenen Bebauung

Eine Vorläuferin der Holländerwindmühle war eine weiter südlich gelegene Bockwindmühle. Sie wurde 1854 durch das heute erhaltene Mühlengebäude ersetzt. Der Bau wurde seinerzeit als sogenannter Erdholländer über achteckigem Grundriss weit außerhalb der bebauten Ortslage errichtet und stellt heute eine „wichtige Landmarke“ in der durch Felder geprägten Umwelt dar.
Unmittelbar an das Mühlen-Grundstück grenzt der Sportplatz des S. V. Croatia Hannover von 1990 e.V., etwas entfernt führt ein Fahrradweg über das Gelände des ehemaligen Schießstandes von Anderten.
1990 wurde im Verlauf der Straße Zur Mühle eine neue Fahrbrücke über den tiefergelegten Südschnellweg errichtet.
2006 erwarben die beiden Freiberufler Kerstin und Jörg Allner das denkmalgeschützte Gebäude und investierten Arbeitskraft und eigene Mittel in die Sanierung ihres neuen Wohnsitzes. So haben sie neue Flügel an die Windmühle montieren lassen oder etwa alte Mühlsteine als Dekoration in den Garten integriert.

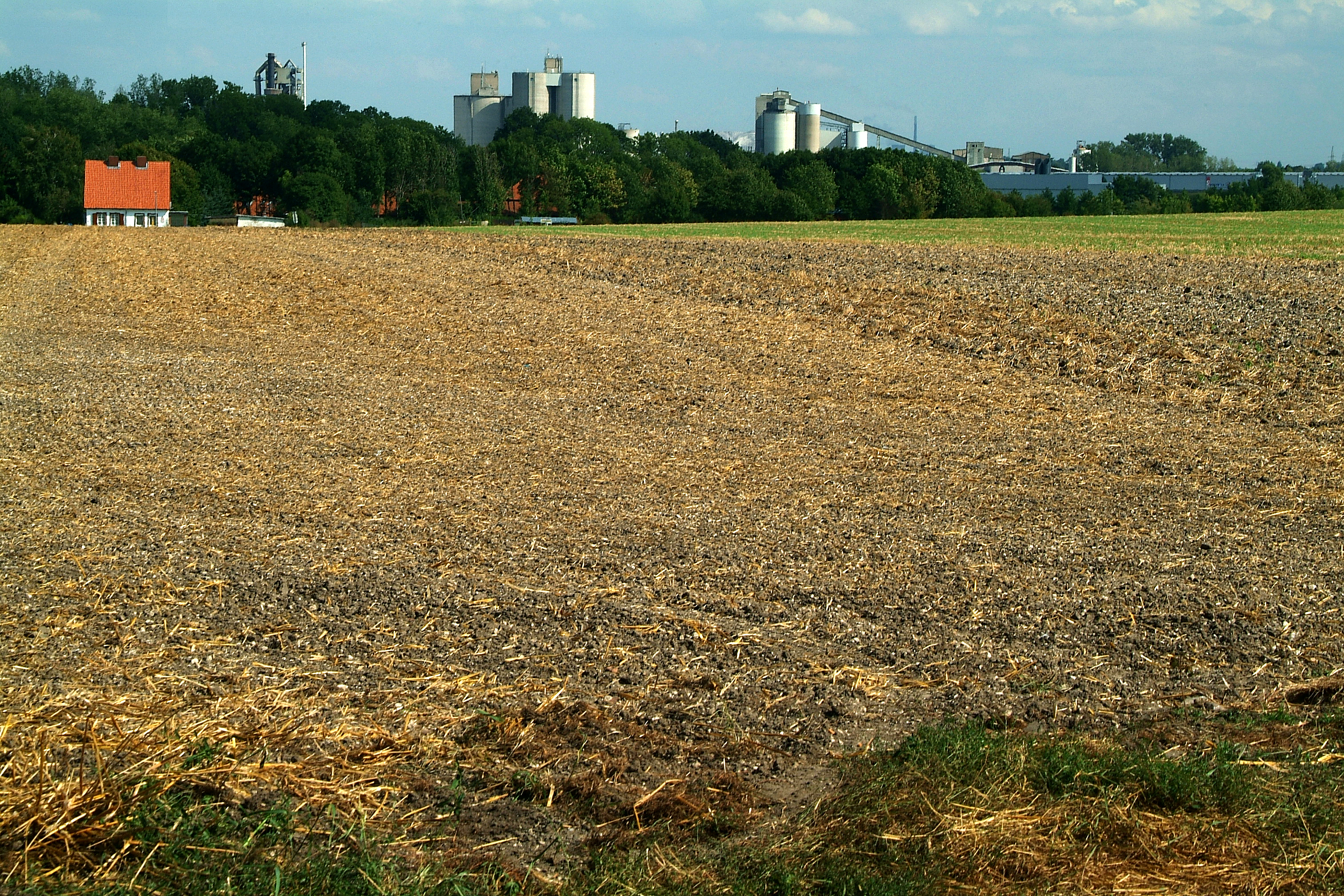
Ausblick von der Mühle über die Felder; hier in Richtung der Siedlung an der Hindenburgschleuse in Richtung des Holcim Zementwerkes in Sehnde

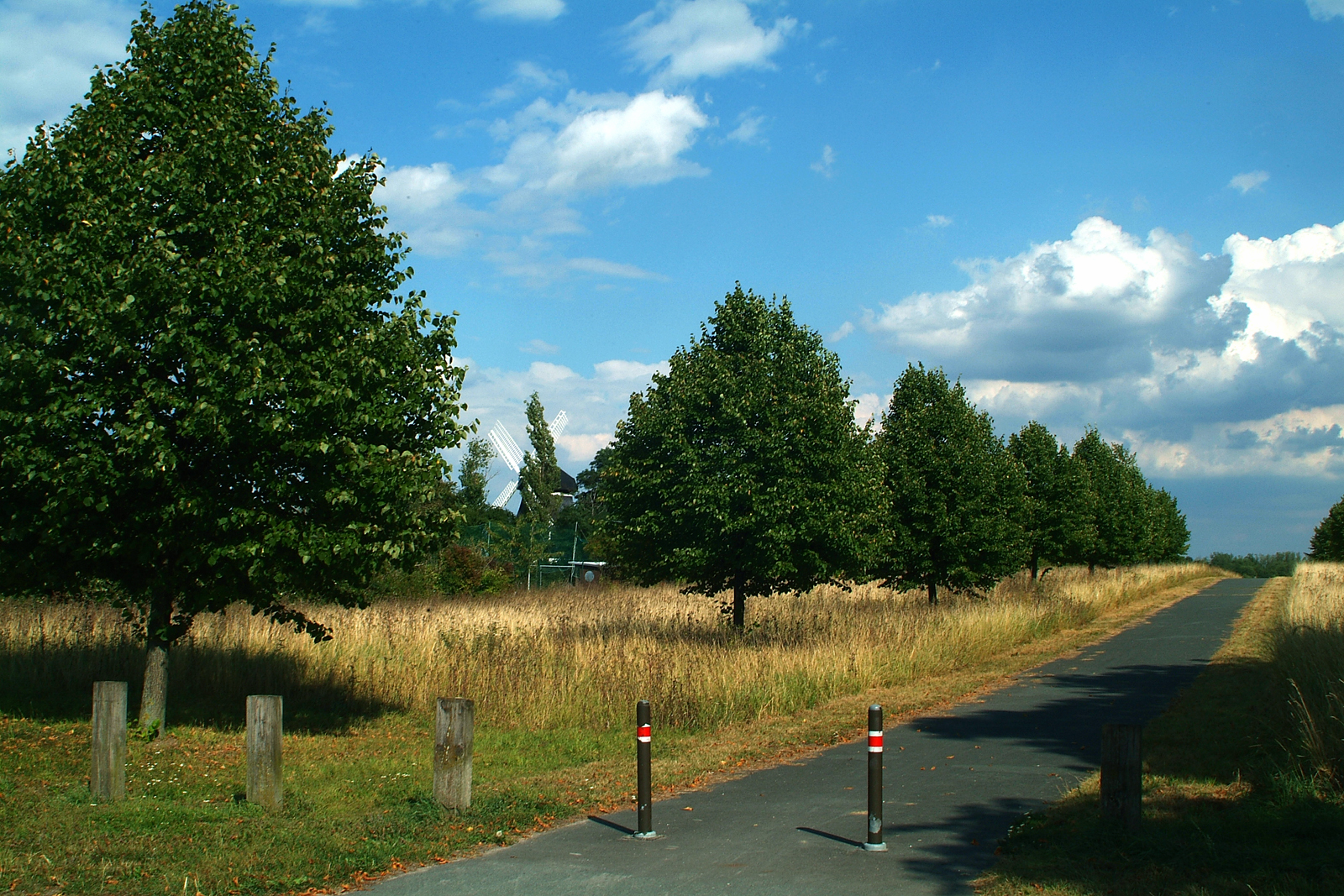
Der ehemals benachbarte Schießstand wich einem asphaltierten Fahrradweg